# سرفايفر تركيا
سرفايفر تركيا (بالإنجليزية: Survivor Turkey) هو النسخة التركية من البرنامج التلفزيوني الواقعي المشهور سرفايفر، تم بث البرنامج على كل من قناة كانال دي في عام 2005 وعلى قناة شو تي في في الأعوام 2006 و2007 و2010 وأيضاً على قناة ستار تي في في عام 2013 حتى 2014 وعلى قناة تي في 8 منذ عام 2015 وحتى الآن. ولم تتمكن قناتي كانال دي وشو تي في وستار تي في من إنتاج البرنامج على أساس سنوي بسبب تكاليف الإنتاج فتم توقيف البرنامج في عام 2007 وأعيد إنتاجه بعد ثلاث سنوات.
كانت جائزة الموسم الأول من البرنامج 150 ألف يورو، والموسمين الثاني والثالث 250 ألف يورو، و500 ألف دولار للموسم الرابع.

## المواسم
- (2005) سرفايفر: مغامرة عظيمة
- (2006) سرفايفر: تركيا - اليونان
- (2007) سرفايفر: الأسود - الكناري
- (2010) سرفايفر: بنات - رجال
- (2011) سرفايفر: المشاهير - المتطوعون
- (2012) سرفايفر: المشاهير - المتطوعين
- (2013) سرفايفر: المشاهير - المتطوعين
- (2014) سرفايفر: المشاهير - المتطوعين
- (2015) سرفايفر: كل النجوم
- (2016) سرفايفر: المشاهير - المتطوعون
- (2017) سرفايفر: المشاهير - المتطوعون
- (2018) سرفايفر: المشاهير - المتطوعون
- (2019) سرفايفر: تركيا - اليونان

## سرفايفر 2017

### الموسم الحادي عشر (2017):المشاهير ضد المتطوعين 6[3]
| المتسابقين                    | المجموعة الأصلية | المجموعة المدمجة | النتيجة                                   | الأداء | الرمز النهائي       |
| ----------------------------- | ---------------- | ---------------- | ----------------------------------------- | ------ | ------------------- |
| فوليا شاهين 26، إسطنبول       | المتطوعين        |                  | المركز الأول بالتصويت اليوم 4             | 30%    | 0                   |
| سيدا ديمر 34، إسطنبول         | المشاهير         |                  | مركز ثاني بالتصويت اليوم 11               | 33%    | 0                   |
| دينيسا جولتيكين 25، إسطنبول   | المتطوعين        |                  | المركز الثالث بالتصويت اليوم 18           | 27%    | 0                   |
| ييت إزيك 32، إزمير            | المتطوعين        |                  | المركز الرابع بالتصويت اليوم 25           | 39%    | 0                   |
| آسر ويست 27، نيويورك          | المتطوعين        |                  | مطرود اليوم 28                            | 55%    | 0                   |
| بيرنا أوزتورك 33، إسطنبول     | المشاهير         |                  | المركز الخامس بالتصويت اليوم 32           | 46%    | 0                   |
| سادين بكر 31، عنتاب           | المتطوعين        |                  | مركز سادس بالتصويت اليوم 39               | 42%    | 0                   |
| طارق مينكوك 45، إسطنبول       | المشاهير         |                  | مركز سابع بالتصويت اليوم 46               | 26%    | 0                   |
| فتحي حوركن 45، سامسون         | المشاهير         |                  | المركز الثامن بالتصويت اليوم 53           | 25%    | 0                   |
| سدات كابورتو 44، إسطنبول      | المشاهير         |                  | المركز التاسع بالتصويت اليوم 60           | 50%    | 1                   |
| بولوت اوزدميرلو 28، إسطنبول   | المتطوعين        |                  | المركز العاشر بالتصويت اليوم 68           | 33%    | 0                   |
| اردي أونفر 29، إسطنبول        | المتطوعين        |                  | المركز الحادي عشر بالتصويت اليوم 74       | 24%    | 0                   |
| بينار ساكا 31، إسطنبول        | المشاهير         |                  | المركز الثاني عشر بالتصويت اليوم 88       | 56%    | 0                   |
| شاهيكا إركومن 32، جاناكالي    | المشاهير         |                  | المركز الثالث عشر بالتصويت اليوم 95       | 31%    | 0                   |
| بروكاك تونكر 24، إزمير        | المتطوعين        |                  | المركز الرابع عشر بالتصويت اليوم 102      | 34%    | 0                   |
| توجي ميليس ديمير 23، أزمير    | المتطوعين        |                  | المركز الخامس عشر بالتصويت اليوم 109      | 35%    | 5                   |
| أنيل كاراكورت 36، إسطنبول     | المتطوعين        |                  | المركز السادس عشر بالتصويت اليوم 116      | 37%    | 0                   |
| فولكان سيتينكايا 34، أنقرة    | المتطوعين        |                  | المركز السابع عشر بالتصويت اليوم 123      | 46%    | 3                   |
| فوركان كيزيلاى 26، إسطنبول    | المشاهير         |                  | المركز الثامن عشر بالتصويت اليوم 130      | 49%    | 3                   |
| غوخان غوزوكان 34، إسطنبول     | المتطوعين        |                  | المركز التاسع عشر بالتصويت اليوم 135      | 46%    | 0                   |
| أليف ادوغلو 25, إسطنبول       | المتطوعين        |                  | المركز العشرين بالتصويت اليوم 143         | 54%    | 2                   |
| بيرنا كيكلكلير 28، جيلزنكيرشن | المتطوعين        | المجموعة المدمجة | المركز الواحد والعشرين بالتصويت اليوم 146 | 40%    | 0                   |
| صبري سنجول 29، طرابزون        | المشاهير         | المجموعة المدمجة | المركز الثاني والعشرين بالتصويت اليوم 148 | 36%    | 0                   |
| إلهان مانسيز 41, كمبتن        | المشاهير         | المجموعة المدمجة | المركز الثاني والعشرين بالتصويت اليوم 150 | 52%    | 7                   |
| سيما أباك 31, بورصة           | المشاهير         | المجموعة المدمجة | الربع-النهائي اليوم 151                   | 66%    | 10 (الفائز بالرموز) |
| سيرهات اكين 36, بارتين        | المشاهير         | المجموعة المدمجة | النصف النهائي اليوم 152                   | 57%    | 1                   |
| آدم كيليشي 31، أغري           | المشاهير         | المجموعة المدمجة | الوصيف اليوم 153                          | 50%    | 0                   |
| أورجدي كيريشكان 25, إسطنبول   | المتطوعين        | المجموعة المدمجة | الناجي الوحيد اليوم 153                   | 58%    | 2                   |

## الشروط والقواعد
شروط برنامج سريفاير تركيا تشبه إلى حد ما شروط النسخة الأمريكية ولكن هنالك بعض الاختلافات.
في النسخة التركية، هناك بعض التغييرات الطفيفة في كل موسم عندما يتعلق الأمر بكيفية لعب اللعبة، وكيف يتم خسارة المتسابقين، وكيف يتم الفوز في اللعبة. شيء واحد يبدو أنه لم يتغير طوال المواسم هو أنه من أجل الفوز في اللعبة، يجب على المتسابق كسب أكبر عدد من "النقاط"، وعادة ما يتم كسب هذه النقاط من خلال الأصوات أو من خلال التحديات التي فاز بها المتسابق.

## روابط خارجية
- سرفايفر تركيا على موقع IMDb (الإنجليزية)
- سرفايفر تركيا على موقع قاعدة بيانات الفيلم (الإنجليزية)